# Rhipidia (Eurhipidia) citricolor
Rhipidia (Eurhipidia) citricolor is een tweevleugelige uit de familie steltmuggen (Limoniidae). De soort komt voor in het Afrotropisch gebied.